# Guenoa
Guenoa ili Güenoa  su jedni od domorodačkih plemena Urugvaja.
Bili su usko povezani s Charrúama, Yaroima, Minuaneama i Bohánima.  